# ウィズ・ティース
『ウィズ・ティース』（With Teeth）はアメリカ合衆国のインダストリアル・ロックバンド、ナイン・インチ・ネイルズの4枚目のスタジオ・アルバム。2005年5月3日にアメリカで、2005年4月27日に日本で発売された。アメリカでは、発売初週に272,000枚を売り上げ、Billboard 200で自身2度目の1位獲得を果たした。本作からは "The Hand That Feeds"、"Only"、そして "Every Day Is Exactly the Same"がシングルとして発売され、いずれもビルボードの"Hot Modern Rock Tracks chart"（現オルタナティヴ・ソングス）で1位を獲得した。

## 概要
フロントマンであるトレント・レズナーは1999年にリリースされたザ・フラジャイル発表以降、アルコールと薬物の依存症に苦しめられていた。本作は、それらを克服した復帰第一作目となった。
レコーディングはニューオリンズにあるナッシング・スタジオで行われた。
プロデュースはトレント・レズナーと長年ナイン・インチ・ネイルズのプロデュースを務めたアラン・モウルダー、エンジニアはアッティカス・ロスが務めた。
一部の楽曲において、フー・ファイターズのデイヴ・グロールがドラムで参加している。
トレント・レズナーによると本作のミキシングは2004年10月28日から大晦日まで行われた。

## 収録曲
全曲、作詞・作曲は、トレント・レズナー
1. All the Love in the World - 5:15
2. You Know What You Are? - 3:42
3. The Collector - 3:08
4. The Hand That Feeds - 3:32
5. Love Is Not Enough - 3:41
6. Every Day Is Exactly the Same - 4:55
7. With Teeth - 5:38
8. Only - 4:23
9. Getting Smaller - 3:35
10. Sunspots - 4:03
11. The Line Begins to Blur - 3:44
12. Beside You in Time - 5:25
13. Right Where It Belongs - 5:04
14. Home - 3:14 （アメリカ盤には含まれない）
15. Right Where It Belongs (Version 2) - 5:04 （UK盤、日本盤ボーナス・トラック）
16. The Hand That Feeds (Ruff Mix) - 3:58  （日本盤ボーナス・トラック）